# Edwin Henckel von Donnersmarck

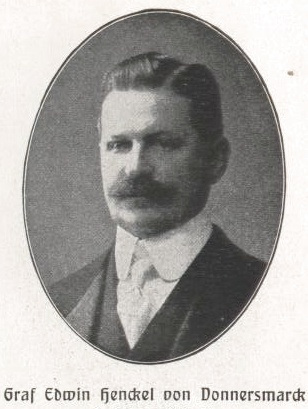
Edwin Henckel von Donnersmarck

Edwin Henckel von Donnersmarck (* 23. Januar 1865 in Romolkwitz, Kreis Neumarkt, Provinz Schlesien; † 23. März 1929 in Nakel, Provinz Oberschlesien) war ein deutscher Graf, Rittergutsbesitzer, Montanunternehmer und Mitglied des Preußischen Abgeordnetenhauses (Zentrum).

## Leben und Wirken
Er entstammte dem schlesischen Adelsgeschlecht Henckel von Donnersmarck und wurde geboren als Sohn des Reichstagsabgeordneten Lazarus IV. Henckel von Donnersmarck (1835–1914) sowie dessen Gemahlin Maria Gräfin von Schweinitz und Krain (1838–1914); der Industrielle Hugo Henckel von Donnersmarck (1811–1890) war sein Großvater.
Edwin Henckel von Donnersmarck besaß ein Rittergut in Romolkwitz. In der ihm gehörenden Freien Standesherrschaft Beuthen betrieb er als Unternehmer nachhaltig Kohlen- und Erzabbau sowie Zinkverhüttung.
Als gläubiger Katholik engagierte er sich überregional in der katholischen Kirche; u. a. war er 1912 in Aachen und 1921 in Frankfurt am Main Vizepräsident des Deutschen Katholikentages.
Von 1908 bis 1918 saß er für die Deutsche Zentrumspartei als Abgeordneter im Preußischen Landtag. Bei der Reichstagswahl 1912 kandidierte er im Wahlkreis Breslau(Land)-Neumarkt für die Zentrumspartei. 1925–1929 wirkte er als Präsident des Deutschen Volksbundes für Polnisch-Schlesien.
Vor 1918 war Edwin Henckel von Donnersmarck Vorsitzender des Schlesischen Automobilclubs, einer ehemaligen Regionalsektion des AvD. Ebenfalls betätigte sich der Graf als Vollblutzüchter und Rennstallbesitzer.

## Nachkommen
Edwin Henckel von Donnersmarck war mit Wilhelmine Marie Gräfin Kinsky von Wchinitz und Tettau (1869–1943) verheiratet. Aus der Ehe gingen zwei Söhne, Friedrich-Carl Graf Henckel von Donnersmarck (1905–1989) und Lazarus Friedrich Carl Alois Anton Vinzenz Henckel von Donnersmarck (1902–1991), und drei Töchter, Theresia Maria Gabriela Margarete (1899–1959), Marie Alice Anna Gabriela Margarethe Henckel von Donnersmarck (1897–1971) und Sophie Josefine Margarete Henckel von Donnersmarck (1896–1972), hervor. Der Zisterzienserabt Gregor Henckel-Donnersmarck (1943–2025) und sein Bruder Leo-Ferdinand Graf Henckel von Donnersmarck (1935–2009) sind Enkel des Paares, ebenso Karl Josef Graf Henckel von Donnersmarck (1928–2008), verheiratet mit Prinzessin Marie-Adélaide von Luxemburg (1924–2007), der Tochter von Großherzogin Charlotte von Luxemburg. Der Filmregisseur Florian Henckel von Donnersmarck (* 1973) ist ein Urenkel.